# Galium incanum subsp. creticum
Galium incanum subsp. creticum ist eine Unterart der Pflanzenart Galium incanum aus der Familie der Rötegewächse (Rubiaceae).

## Merkmale
Galium incanum subsp. creticum ist eine ausdauernde Polster-Staude oder -Zwergstrauch, der Wuchshöhen von 2 bis 5 (7) Zentimeter erreicht. Die Pflanze ist rasig. Die grundständigen, nichtblühenden Triebe besitzen kurze, dachziegelige Blätter. Die Blätter sind kurz stachelspitzig, dicht rauhaarig, matt und haben eine durchsichtige, bis 0,3 Millimeter lange Spitze. Der Blütenstand ist zylindrisch und weist wenigblütige, kurz gestielte Teilblütenstände auf. Die Krone ist mehr oder weniger becherförmig. Die Kronzipfel sind 1,5 bis 2 Millimeter groß, weiß und kaum zugespitzt.
Die Blütezeit reicht von Juni bis August.
Die Chromosomenzahl beträgt 2n = 66.

## Vorkommen
Galium incanum subsp. creticum ist auf Kreta endemisch. Die Unterart wächst in den Lefka Ori und im Dikti-Gebirge in Igelpolsterheiden in Höhenlagen von 1500 bis 2200 Meter.